# Prințesa Patricia de Connaught
Prințesa Patricia de Connaught (Victoria Patricia Helena Elizabeth; mai târziu Lady Patricia Ramsay; 17 martie 1886 – 12 ianuarie 1974) a fost membră a familiei regale britanice, nepoată a reginei Victoria. Prin căsătoria cu Alexander Ramsay a renunțat la titlurile ei.

## Primii ani
Prințesa Patricia — "Patsy" pentru familie și prieteni — s-a născut la 17 martie 1886 (în ziua de Sfântul Patrick) la Palatul Buckingham din Londra. Tatăl ei a fost Arthur, Duce de Connaught și Strathearn, al treilea fiu al reginei Victoria și al Prințului Albert de Saxa-Coburg-Gotha. Mama ei a fost Prințesa Luise Margarete a Prusiei. A avut doi frați mai mari: Prințul Arthur de Connaught și Prințesa Margaret de Connaught, mai târziu Prințesă Moștenitoare a Suediei. A fost botezată Victoria Patricia Helena Elizabeth la Bagshot Park la 1 mai 1886 iar nașii ei au fost: Regina Victoria (bunica paternă); Ducele de Saxa-Coburg și Gotha; Marea Ducesă de Oldenburg (mătușa maternă); Prințul Wilhelm al Prusiei (vărul ei); Prințesa Helena de Schleswig-Holstein (mătușa paternă) și Prințul Albert al Prusiei. A fost numită Victoria după regina Victoria; Patricia, după Sfântul Patrick și Helena, în onoarea surorii tatălui ei.
Prințesa Patricia a călătorit mult în primii ani ai vieții. Tatăl ei, Ducele de Connaught, a avut post militar în India și tânăra prințesă a petrecut doi ani acolo. În 1911, Ducele a fost numit guvernator general al Canadei. Prințesa Patricia și-a însoțit părinții în Canada și ea a devenit populară acolo.

## Căsătorie

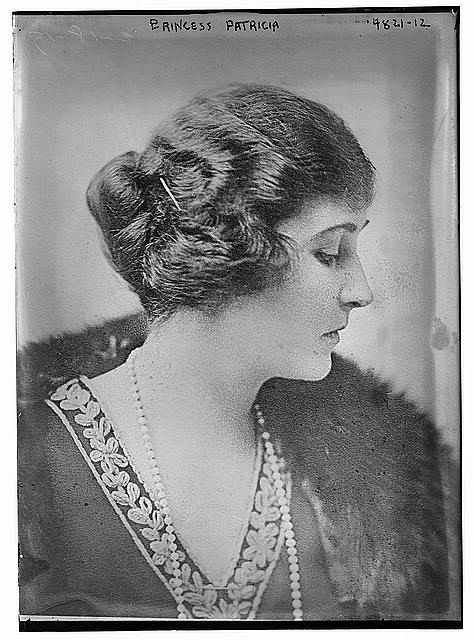
Prințesa Patricia la vârsta de 26 de ani.

Chestiunea căsătoriei Patriciei a fost un subiect fierbinte de conversație în timpurile eduardiene. Au existat zvonuri că printre pețitori ar fi mai mulți prinți străini inclusiv Alfonso al XIII-lea al Spaniei, viitorul rege al Portugaliei, Marele Duce de Mecklenburg-Strelitz. și Marele Duce Mihail al Rusiei, fratele mai mic al Țarului Nicolae al II-lea.
În cele din urmă, Patricia a ales un om de rând, mai degrabă decât un soț de sânge regal. S-a căsătorit cu comandantul naval (mai târziu amiralul) Hon. Alexander Ramsay (29 mai 1881 – 8 octombrie 1972), unul dintre consilierii tatălui ei și al treilea fiu al Contelui de Dalhousie. Nunta a avut loc la Westminster Abbey la 27 februarie 1919.
În ziua nunții ei, Patricia Prințesă de Connaught a renunțat voluntar la titlurile ei și și-a asumat titlul de Lady Patricia Ramsay.
Alexander Ramsay și Lady Patricia Ramsay au avut un singur copil:
- Alexander Ramsay de Mar (21 decembrie 1919 – 20 decembrie 2000); s-a căsătorit în 1956 cu Flora Fraser, a 21-a Lady Saltoun; au avut copii.

A murit la Ribsden Holt, Windlesham, Surrey înainte de aniversarea a 88 de ani și cu un an și jumătate după soțul ei. În momentul decesului ei, ea a fost cea mai mică din cele două nepoate ale reginei Victoria; cealaltă nepoată era Prințesa Alice care a trăit până la vârsta de 97 de ani.